# تريفور سميث (لاعب هوكي الجليد)
تريفور سميث (بالإنجليزية: Trevor Smith)‏ (و. 1985  م) هو لاعب هوكي الجليد كندي، ولد في أوتا، مركز لعبه هو مهاجم ‏.
.

## التعليم
تعلم في جامعة نيو هامبشاير.

## روابط خارجية
- تريفور سميث على موقع دوري الهوكي الوطني (الإنجليزية)
- تريفور سميث على موقع EliteProspects.com (الإنجليزية)
- تريفور سميث على موقع HockeyDB.com (الإنجليزية)
- تريفور سميث على موقع Hockey-Reference.com (الإنجليزية)